# Prieuré Saint-Lazare et hospice Lunier
La léproserie Saint-Lazare, devenue prieuré puis château ou villa Saint-Lazare, et enfin hospice Lunier, est un ensemble de bâtiments inscrits à l'inventaire et aujourd'hui intégrés à la cité scolaire Robert-Badinter de Blois, dans le Loir-et-Cher.
Fondée entre 1116 et 1126 par le comte Thibaut IV de Blois et l'évêque de Chartres Geoffroy de Lèves, la maladrerie Saint-Lazare est à l'origine destinée à l'isolement des lépreux. Après la disparition de la lèpre, la maladrerie devient, au XVIe siècle, un prieuré de Génovéfains. Réaménagé au XVIIIe siècle, le prieuré est nationalisé en 1791 avant d'être vendu deux ans plus tard au maire de Paris Nicolas Chambon de Montaux.
Cédé, par la suite, à différents propriétaires, dont le père de Victor Hugo, le prieuré passe finalement à un financier du nom de Jean-Simon Chambert-Péan en 1834. Ce dernier édifie alors une villa (ou château) à l'emplacement de l'ancien monastère et fait planter le parc de nombreuses essences. Vendu au département de Loir-et-Cher en 1861, le domaine de Chambert-Péan est intégré à l'asile départemental de Loir-et-Cher, alors placé sous la direction du docteur Jules Lunier. Agrandi de nombreux bâtiments (hospice Lunier, thermes, villas annexes), l'asile est finalement désaffecté par les Allemands lors de l'occupation en 1943. Depuis la Libération, le domaine et les bâtiments de l'hospice Lunier accueillent la cité scolaire Robert-Badinter, dont les locaux originels ont été détruits par les bombardements au début de la Seconde Guerre mondiale.

## Histoire et architecture

### De la maladrerie au prieuré Saint-Lazare

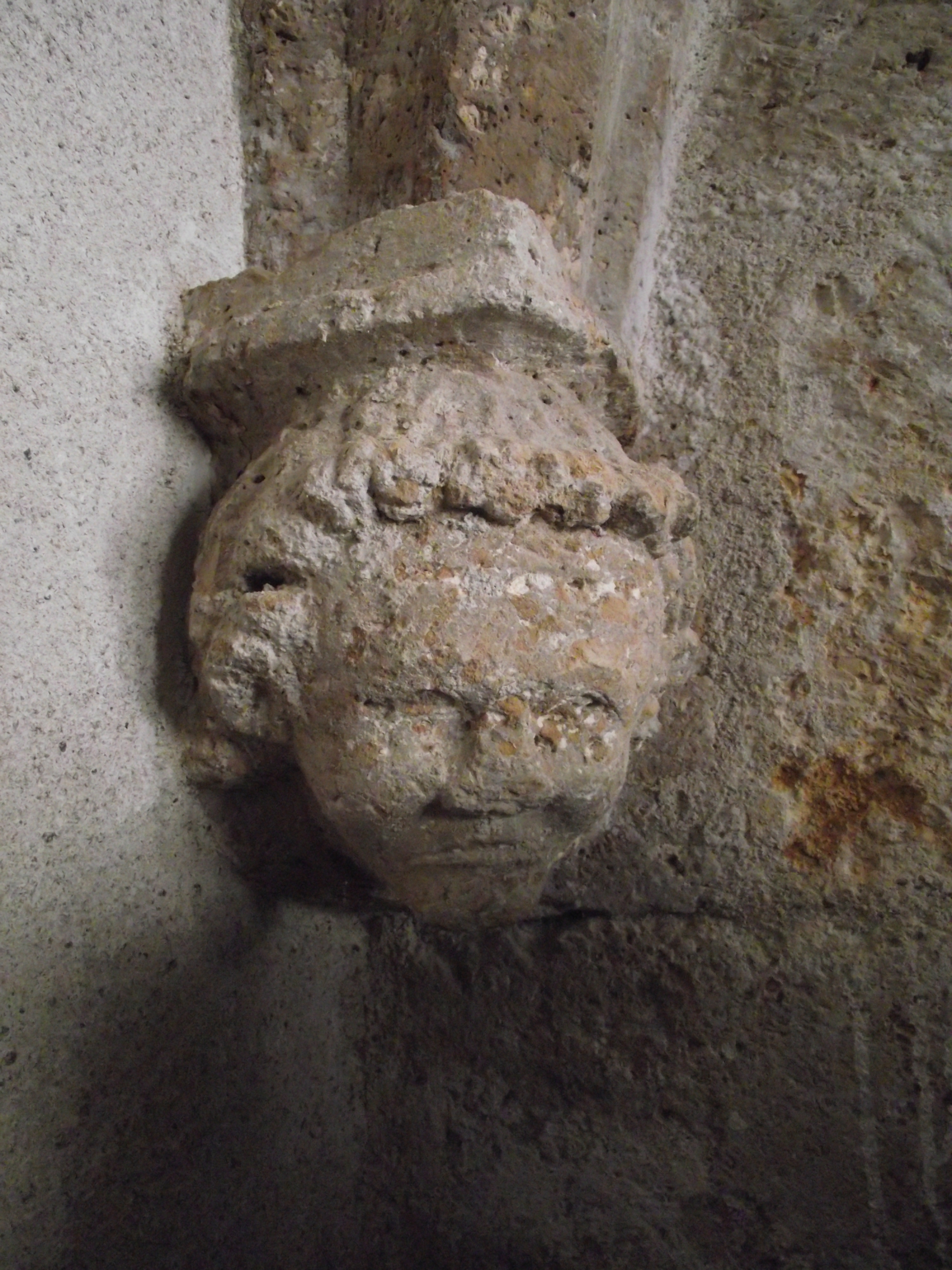
Cul-de-lampe de la salle capitulaire, 2012.

Située dans l'actuel quartier du Bourg-Neuf, à un kilomètre des anciennes murailles de Blois, la maladrerie Saint-Lazare est édifiée entre 1116 et 1126 sur un terrain offert par un dénommé Pierre de Rulez. Fondée par le comte Thibaut IV de Blois (v. 1090-1152) et l'évêque de Chartres Geoffroy de Lèves (✝ 1149), elle est, à l'origine, destinée à l'isolement des lépreux. Détruite par un incendie en 1190, la léproserie est reconstruite entre 1232 et 1261 (date à laquelle la chapelle est consacrée au Saint-Esprit).
Au XVIe siècle, la lèpre s'estompe en Europe et la maladrerie est transformée en prieuré de Génovéfains placé sous la commende de prieurs. Deux siècles plus tard, les Génovéfains réaménagent le prieuré Saint-Lazare, en y construisant un vaste bâtiment rectangulaire dans un style similaire à celui de l'abbaye de Bourg-Moyen, sa contemporaine. Flanqué, à sa droite, d'un petit pavillon, l'édifice comporte deux niveaux ornés de fenêtres disposées en travées régulières et un comble à versants brisés pourvus de lucarnes à fronton triangulaire. Devant la façade sud du bâtiment, les Génovéfains dessinent un vaste jardin à la française composé en parterre de broderie entouré de buis taillés.
De ces bâtiments originels, il ne reste presque plus rien. On peut, toutefois, observer devant l'actuel bâtiment Hugo de la cité scolaire Robert-Badinter, les traces des fondations du mur sud de l'ancienne chapelle médiévale. Il subsiste également des éléments de maçonnerie intégrés au bâtiment actuel et notamment une petite pièce (l'actuelle salle capitulaire) voûtée d'ogives possédant des arcs de calcaire de Beauce simplement chanfreinés qui retombent sur des culots ornés de têtes du style du XIVe siècle. Enfin, on peut citer quelques éléments du décor du XVIIIe siècle : pilastres ioniques et surtout lambris de style rocaille qui ornent aujourd'hui le rez-de-chaussée du bâtiment Hugo.

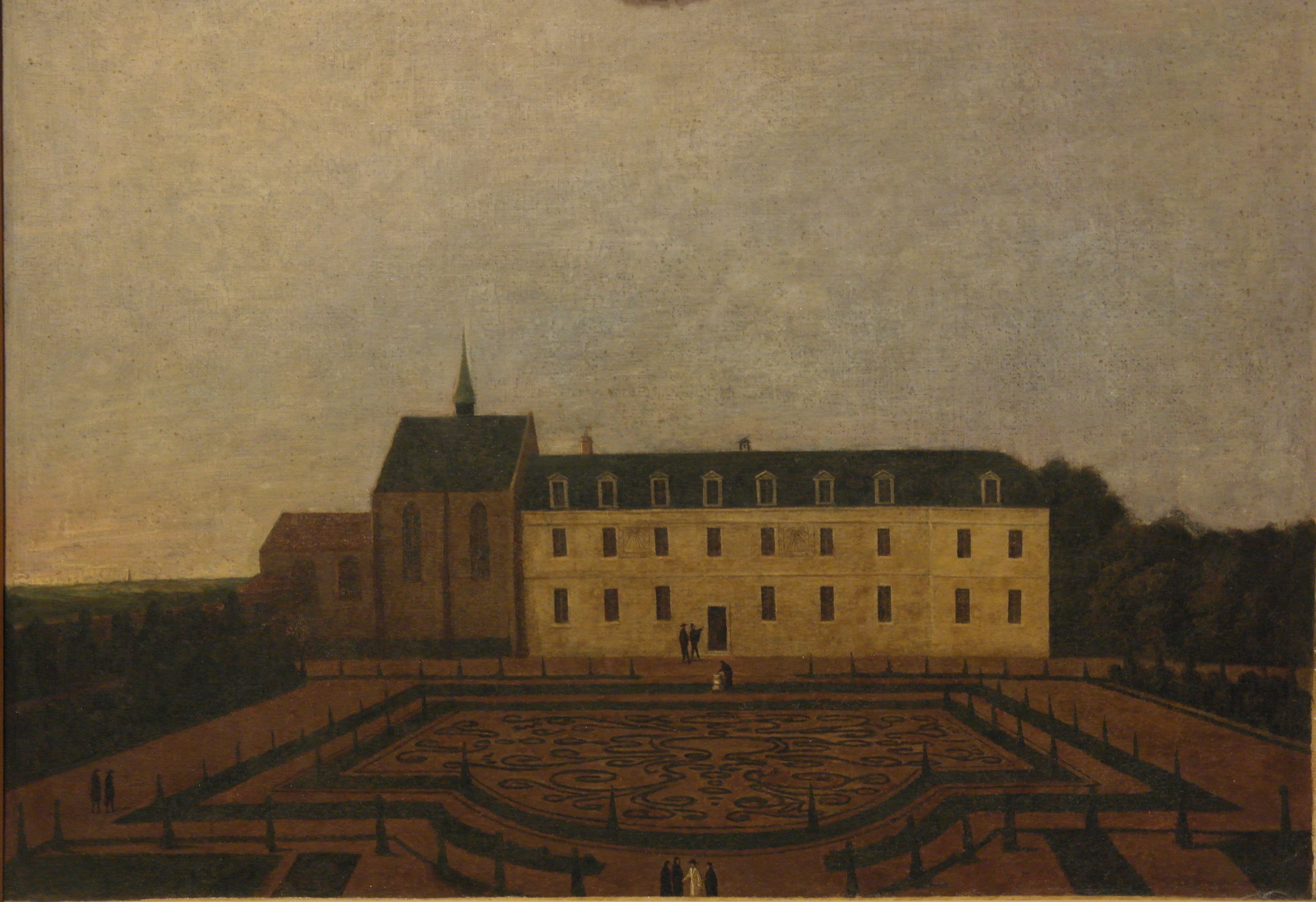
Peinture anonyme représentant le prieuré Saint-Lazare (XVIIIe siècle).

Hormis ces quelques vestiges, on possède également deux documents qui nous renseignent sur l'allure générale de l'ancien prieuré Saint-Lazare : d'abord une brève description réalisée à l'époque de la Révolution et surtout un tableau du XVIIIe siècle appartenant aujourd'hui aux collections du musée des beaux-arts de Blois. Annie Cosperec explique ainsi que « la peinture conservée au musée représente la silhouette de la chapelle [médiévale] accolée au pignon ouest du bâtiment du XVIIIe siècle. Elle comporte un chœur à chevet plat éclairé de hautes fenêtres à lancettes et une nef plus basse, qui datent sans doute de la reconstruction du XIIIe siècle ».

### De la Révolution aux années 1830
Saisi comme bien national en 1791, le prieuré Saint-Lazare est vendu au notaire de Blois François Riffault, qui s'en sépare deux ans plus tard. L'ancien maire de Paris Nicolas Chambon de Montaux (1748-1826) le rachète alors dans le but d'y instituer des cours gratuits de médecine. Il fait démolir l'église et les bâtiments médiévaux du domaine pour ne conserver que le logis construit par les Génovéfains au XVIIIe siècle.
Revendu au capitaine Hauser, le domaine est donné en location, en 1816, au général Joseph Hugo (1773-1828), père de l'écrivain qui a donné son nom au bâtiment actuel. Joseph Hugo y réside en compagnie de sa maîtresse, Marie-Catherine Thomas, jusqu'à la mort de son épouse en 1821. Veuf, il rachète le domaine en 1822 mais le revend dès l'année suivante à un médecin, le Dr Gay,.
Finalement, l'ancien prieuré passe, en 1834, à un banquier du nom de Jean-Simon Chambert-Péan, qui le transforme en profondeur. Celui-ci fait en effet démolir l'église du prieuré ainsi que tous les bâtiments médiévaux subsistant, pour ne conserver que le corps de logis édifié par les Génovéfains au XVIIIe siècle,.

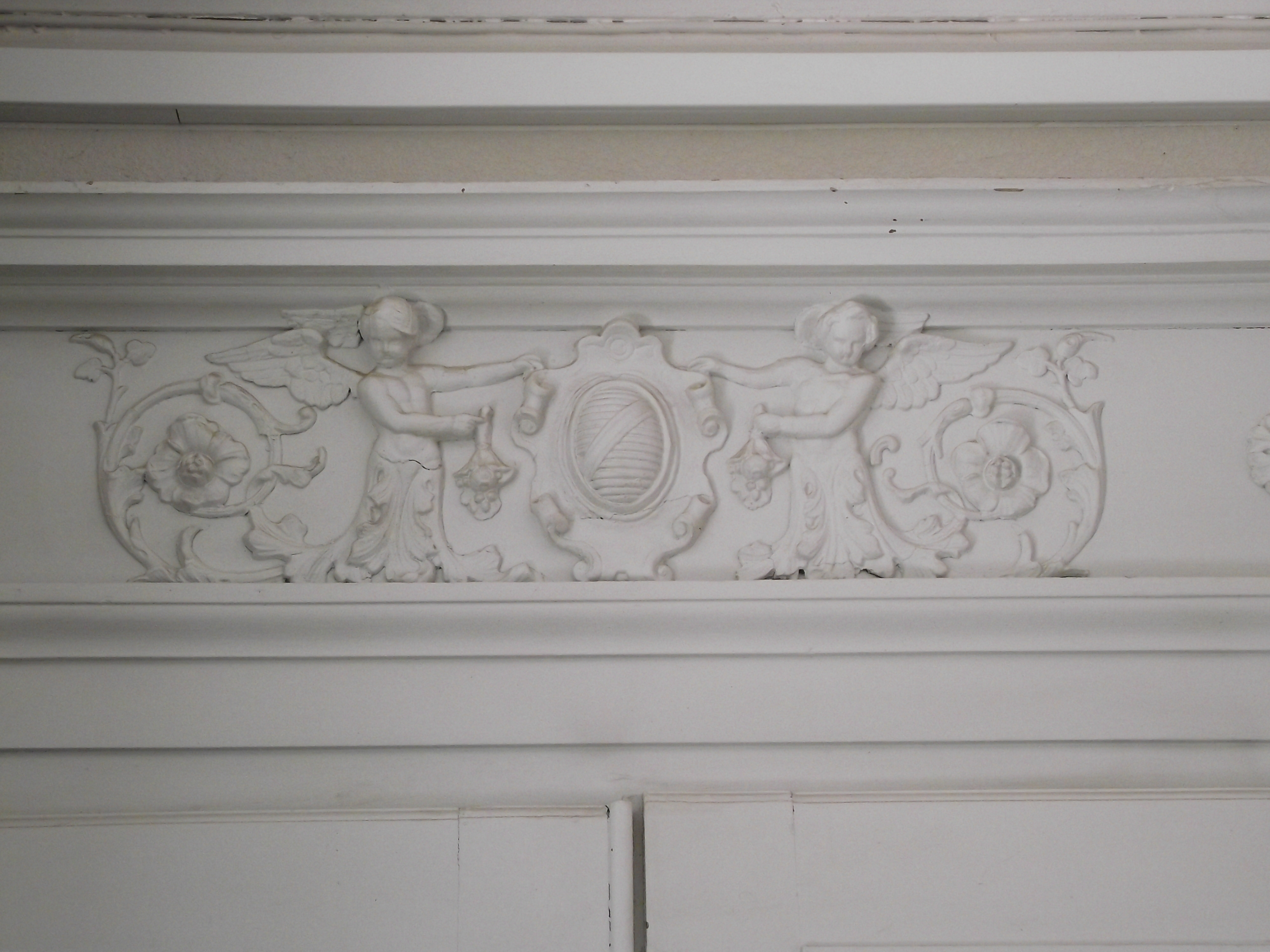
Putti tenant les armes de Jean-Simon Chambert-Péan. Actuel bâtiment Hugo, 2012.

### La villa ou château Saint-Lazare
À l'emplacement du logis des Génovéfains, Jean-Simon Chambert-Péan fait construire une villa à partir de 1834. Flanquée, à l'ouest, d'un petit bâtiment réutilisant les vestiges de la maladrerie médiévale (et notamment l'actuelle salle capitulaire), la villa Saint-Lazare est un vaste bâtiment rectangulaire de style néoclassique très sobre. Composée de deux niveaux et d'un comble à surcroît avec un toit en coupe brisée, elle possède deux ailes formant l'avant-corps du bâtiment. La façade de la villa est ornée de pilastres géants situés à chaque angle et de montants verticaux aux fenêtres. Ces derniers se prolongent, à l'étage, de surcroîts qui remontent jusqu'aux lucarnes à fronton triangulaire. Enfin, des bandeaux plats séparent les niveaux et la corniche en architrave. Ayant subi peu d'altération, le « bâtiment Hugo » actuel ne se différencie de l'ancienne villa que par ses fenêtres abaissées au niveau du premier étage et surtout par l'ajout d'un auvent de fonte au-dessus de son entrée principale.
Homme de goût, Jean-Simon Chambert-Péan aménage l'intérieur de sa villa avec soin, si l'on en croit les éléments décoratifs qui subsistent dans le bâtiment actuel. Les pièces du rez-de-chaussée sont ainsi ornées de niches et d'encadrements de portes surmontés d'entablements à décors de stuc (putti tenant les armes du propriétaire des lieux, etc.).

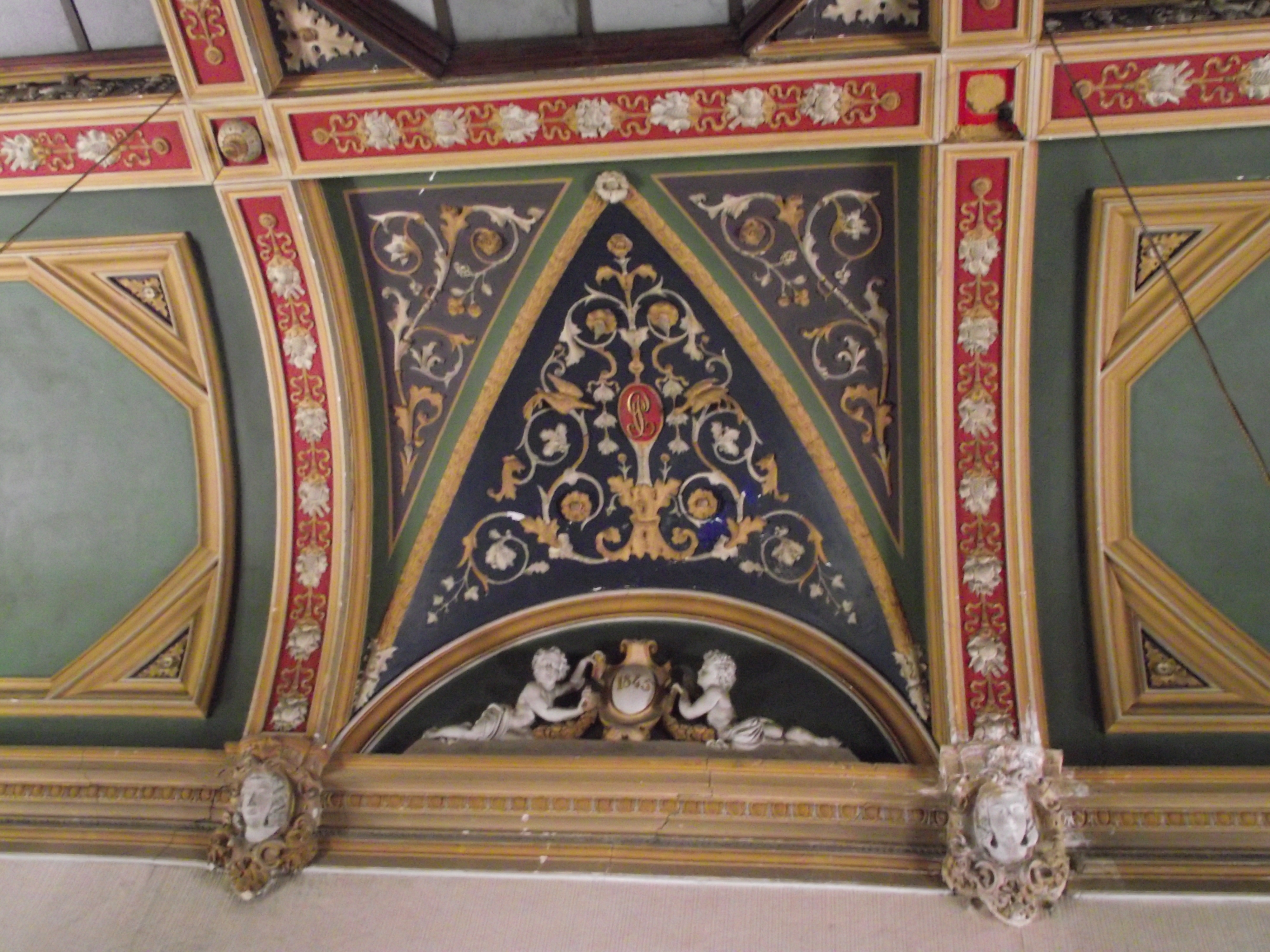
Lunette latérale de la salle Chambert-Péan (ancienne « Belle galerie »). Décor de rinceau au chiffre de J.S. Chambert-Péan et écu portant la date de 1845.

Surtout, Jean-Simon Chambert-Péan aménage, au niveau du comble de l'aile droite de la villa, une vaste salle qu'il nomme « Belle galerie » et dans laquelle il entrepose ses riches collections d'art. Terminée en 1845, comme le montre la date inscrite dans un médaillon du plafond, cette salle possède un décor du style de la première Renaissance. Couverte d'une voûte en berceau, elle est ponctuée de doubleaux transversaux et longitudinaux décorés d'une tige, qui délimitent des compartiments carrés dans lesquels s'inscrivent des caissons polygonaux ou circulaires. Des clés pendantes à motif de roses ornent les intersections de ces doubleaux, qui retombent sur une corniche moulurée par l'intermédiaire de masques encadrés de feuillages. Finalement, le plafond est agrémenté de lunettes occupant les angles et les parties latérales de la salle.
Composées d'un arc en tiers-point et d'un arc en plein-cintre, les lunettes latérales formées par les doubleaux sont ornées, dans leur partie inférieure, d'un couple de putti allongés tenant l'écu à la date de 1845 et, dans leur partie supérieure, d'un grand rinceau se développant autour d'une tige centrale. Les écoinçons de ces lunettes portent alors un rinceau plus petit décoré d'un relief délicat. Assez différentes des précédentes, les lunettes des angles de la salle sont de forme triangulaire et présentent, en leur milieu, un grand candélabre pourvu, à sa base, de volutes.
Exceptionnelle par ses coloris vifs et contrastés (fonds bleu roi et verts, doubleaux rouge incarnat, reliefs rehaussés d'or, etc.), l'actuelle salle Chambert-Péan l'est également par la richesse du décor de sa porte. Les vantaux de celle-ci sont ainsi ornés de personnages et de motifs floraux de style Henri II exécutés en fort relief. Malheureusement, aucun document ne nous permet d'établir la paternité artistique de ce décor unique. Il reste que, pour des chercheurs comme Annie Cosperec, la proximité du style de la « Belle galerie » avec celui de l'aile François Ier du château de Blois ou de la « grande salle » de l'hôtel d'Alluye suggèrent la patte de Félix Duban ou de l'un de ses disciples comme M. Martin-Monestier.

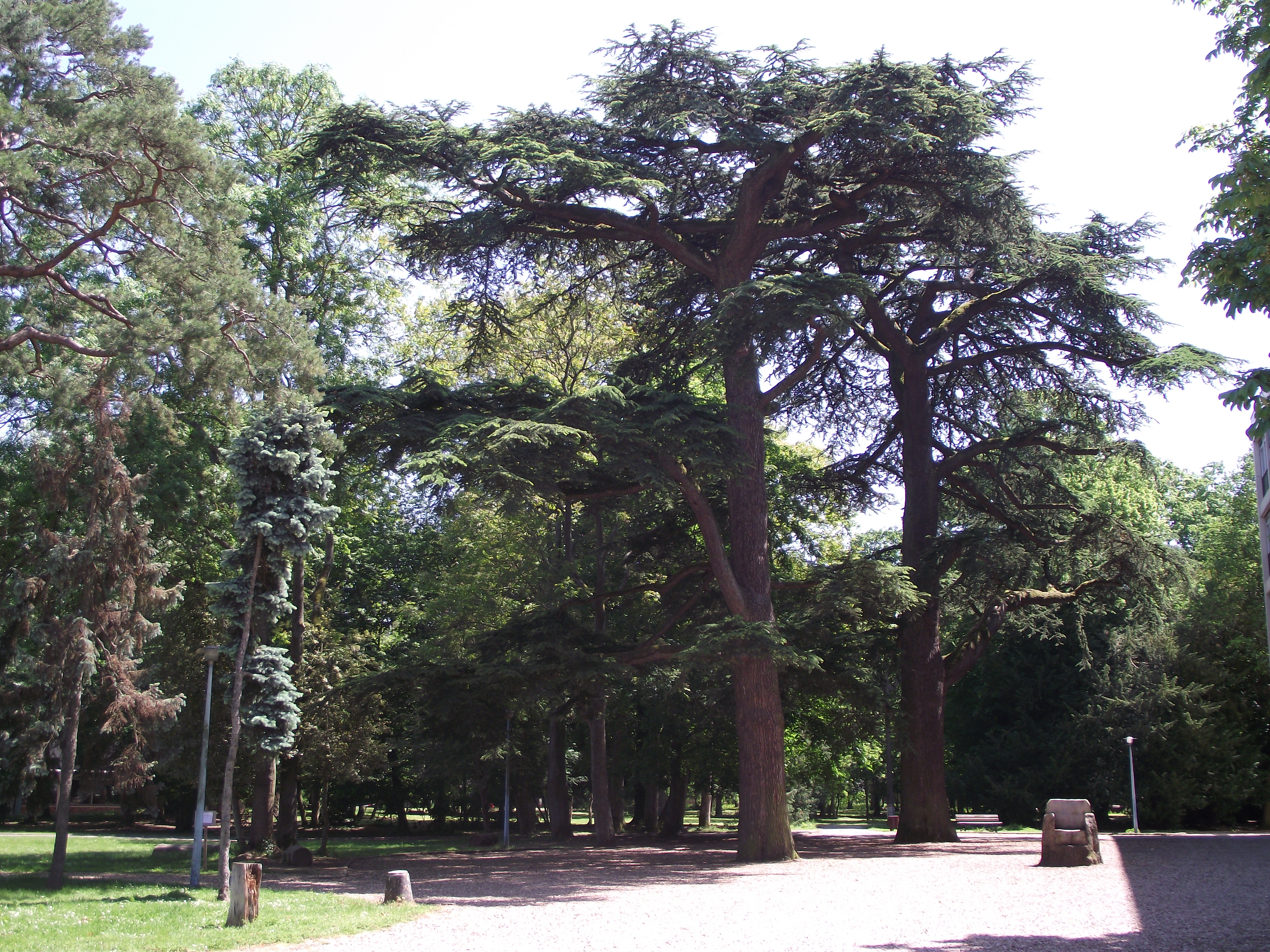
Cèdres du parc planté par J.S. Chambert-Péan, mai 2012.

Quoi qu'il en soit, la physionomie de la salle actuelle a considérablement évolué par rapport au XIXe siècle. La surélévation du plancher a en effet réduit l'ampleur de la « Belle galerie » en la limitant au seul comble alors qu'elle occupait auparavant le demi-étage inférieur du bâtiment. Surtout, l'éclairage de la salle se faisait, par le passé, grâce à une verrière centrale inscrite dans la toiture. Les lucarnes qui font aujourd'hui entrer la lumière dans la salle étaient à l'origine murées et traitées en fausses fenêtres, comme c'est encore le cas côté sud.
Autour de la villa Saint-Lazare, Jean-Simon Chambert-Péan fait aménager un vaste parc à l'anglaise qu'il fait planter d'essences rares. Longtemps célèbre, ce parc constituait une collection arboricole dont il ne reste plus grand chose aujourd'hui.

### Les anciennes collections de Chambert-Péan
Entre les années 1830 et 1850, Jean-Simon Chambert-Péan entrepose, dans la « Belle galerie », une importante collection de peintures, gravures, dessins, sculptures et autres objets de curiosité ainsi qu'une bibliothèque qui jouit alors d'une renommée réelle chez les habitants du Loir-et-Cher. Cependant, en 1861, la collection du banquier est dispersée par ses héritiers et la ville de Blois se porte acquéreur de la plupart de ses pièces, qui constituent, depuis cette date, la base du fonds patrimonial du musée des Beaux-Arts de la ville.
Parmi ces œuvres, on peut citer Eliézer et Rebecca au puits de Sébastien Bourdon, Combat entre Turcs et Chrétiens de Pietro Graziani, Salomon et la reine de Saba de Caspar Van der Hoecke, ou Hercule et Omphale d'Antonio Zanchi.

### L'hospice Lunier et l'asile départemental de Loir-et-Cher

Le lycée Augustin-Thierry vers 1960.
1 : Vestiges du prieuré du XIIIe siècle.
2 : Villa Saint-Lazare (1834)
3 : Bâtiments de l'hospice Lunier (1865-1870)
4 : Pavillon thermal
5 : Pavillon du directeur
6 : Pavillons d'isolement
7 : Vestiges du parc de la villa Saint-Lazare

Jean-Simon Chambert-Péan décédé, le conseil général du Loir-et-Cher rachète, en 1861, la villa Saint-Lazare et le domaine qui l'entoure afin d'agrandir l'asile d'aliénés créé par le docteur Billod avenue de Paris (actuelle avenue Maunoury) en mai 1846. Sous la direction du docteur Jules Lunier et de l'architecte Stanislas Beau, la villa se voit alors adjoindre différents bâtiments. À l'est du premier édifice, on en construit ainsi un second sur le même modèle (1872) : c'est l'actuel bâtiment Lunier de la cité scolaire Robert-Badinter. Identique à la villa Saint-Lazare pour ce qui est de son plan et de son élévation, la villa Lunier en diffère par ses matériaux et sa modénature. Alors que le bâtiment le plus ancien est fait de calcaire de Beauce et de tuffeau, le nouveau utilise, quant à lui, la pierre de Chauvigny. Situé en retrait par rapport à la villa Saint-Lazare et à la villa Lunier, un troisième édifice, de plus faible largeur, vient relier les deux précédents pour former une composition symétrique, typique de l'architecture hospitalière du XIXe siècle. Détruit vers 1970, ce dernier a laissé place au « bâtiment J » de la cité scolaire et à son actuel internat.
Par la suite, des constructions annexes sont ajoutées à l'ensemble principal. On peut ainsi citer un établissement thermal situé à l'arrière du bâtiment central de l'asile et une série de pavillons cossus dispersés à travers le parc. Destinés à l'isolement des malades les plus fortunés, ces pavillons de brique et de pierre couverts d'une toiture avec auvent de bois sont, pour la plupart, détruits dans les années 1970. Il n'en reste plus, aujourd'hui, que trois : « Les Tilleuls » (où se tiennent certains cours), « Les Roses » et « Les Acacias » (qui servent de logements de fonction à des personnels de l'actuel lycée Robert-Badinter).
Malgré l'importance des travaux réalisés pour transformer la villa Saint-Lazare en institution psychiatrique, le parc planté par Jean-Simon Chambert-Péan ne subit quant à lui que des modifications mineures. Il est ainsi complété d'un verger et ponctué d'allées pour favoriser les promenades des patients du docteur Lunier.

### Du lycée Augustin-Thierry à la cité scolaire Robert-Badinter

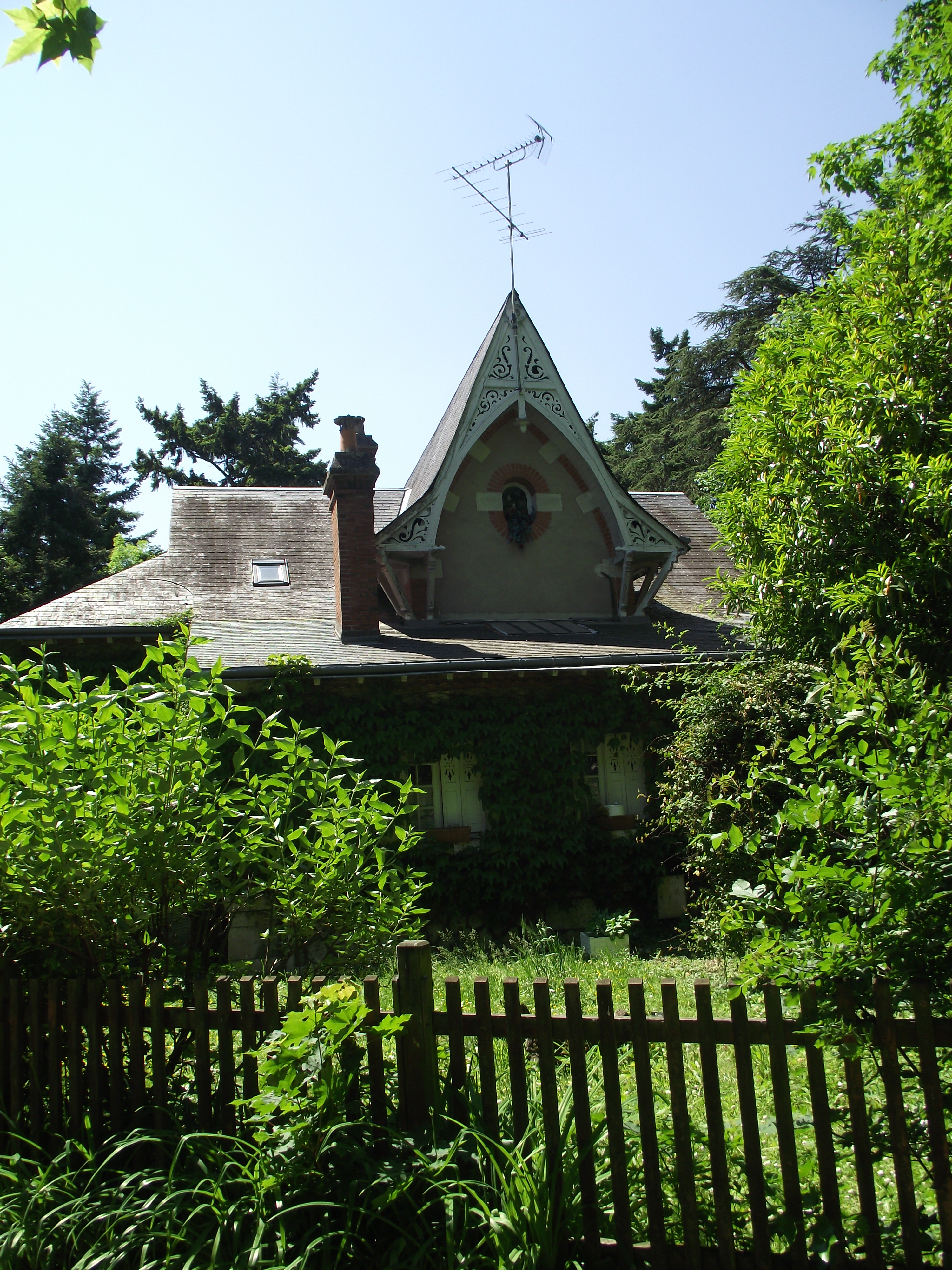
« Les Acacias », mai 2012.

En 1940 ou 1943, l'asile départemental de Loir-et-Cher est désaffecté sur ordre des Allemands. Les 561 malades qui y résident encore sont transférés dans des centres hospitaliers du centre et du sud-ouest de la France tandis que le personnel soignant est définitivement licencié en octobre.
À la Libération, l'hospice Lunier est finalement transformé en établissement scolaire. Privés de locaux depuis les bombardements de juin 1940, les élèves et les professeurs du collège Augustin-Thierry prennent en effet progressivement possession du domaine. Les septièmes (CM2) s'y installent en octobre 1944 ; les sixièmes et les cinquièmes à la rentrée 1945 ; les quatrièmes et les troisièmes à la Toussaint ; les secondes, premières et terminales en janvier 1946. Ce sont ainsi 4 à 500 élèves, encadrés par une trentaine de professeurs, qui remplacent les malades auparavant internés dans l'ensemble hospitalier.
Dans la foulée, le collège Augustin-Thierry est promu au rang de lycée en octobre 1946. Dans les années qui suivent, de nombreuses transformations touchent l'ancien domaine de Chambert-Péan et du Dr Lunier. Parmi celles-ci, on peut citer l'amputation du parc du fait de la construction de plusieurs bâtiments parallélépipédiques dans les années 1950-1960 et surtout la destruction de l'édifice reliant auparavant la villa Saint-Lazare et le pavillon Lunier au tout début des années 1970.
Au début des années 1990, le Rectorat prévoit de faire raser les vestiges de l'ancien prieuré et de l'hospice Lunier pour les remplacer par des bâtiments plus modernes. Cependant, ce projet soulève l'opposition d'une partie de l'équipe éducative et des protecteurs du patrimoine blésois, qui fondent une « association pour la sauvegarde des bâtiments anciens et du parc du lycée Augustin-Thierry ». Finalement, les bâtiments historiques sont inscrits à l'Inventaire général en 1992, et une étude des bâtiments est réalisée par l'historienne de l'art Annie Cosperec.

## Galerie

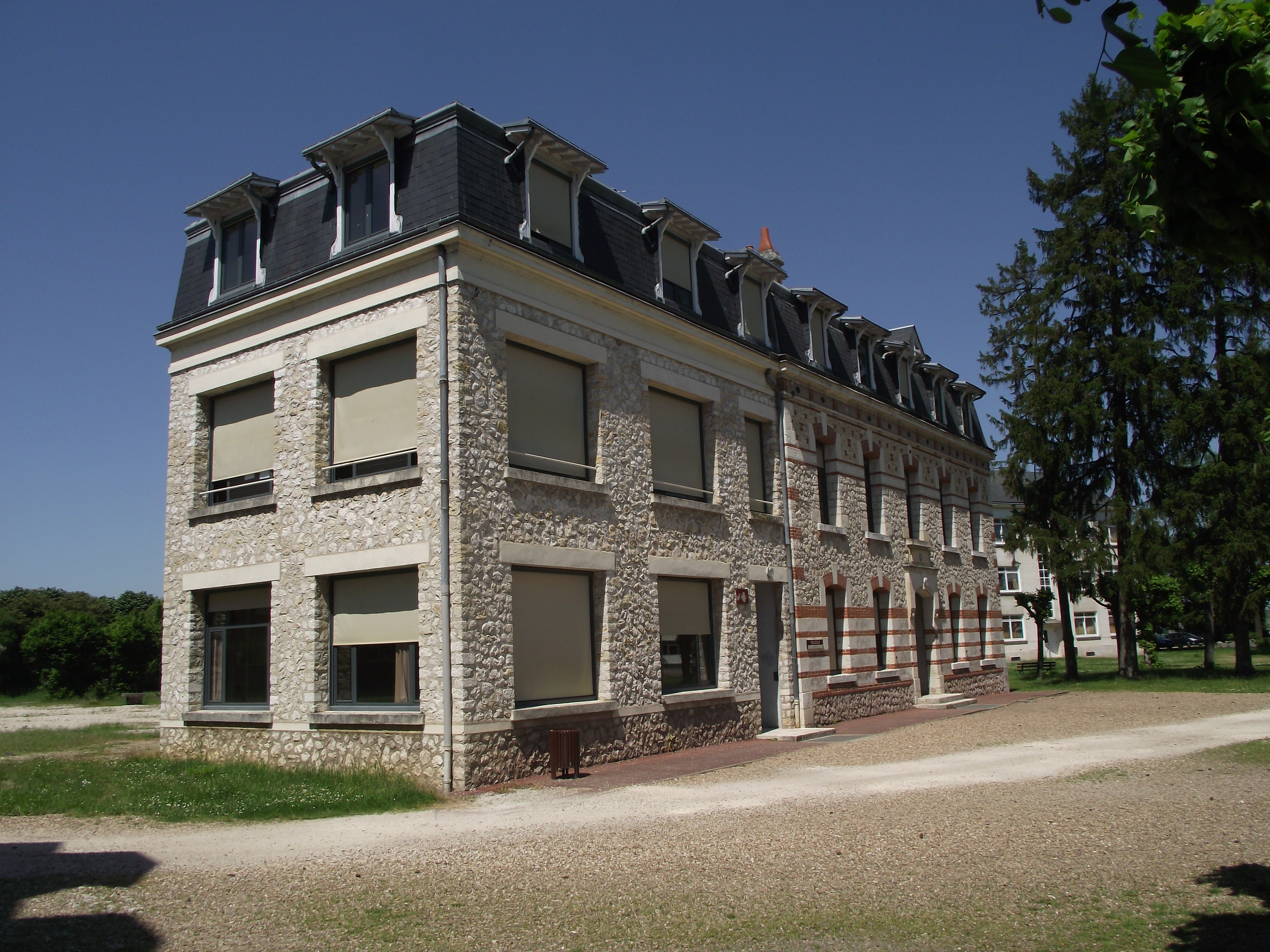
« Les Tilleuls ».
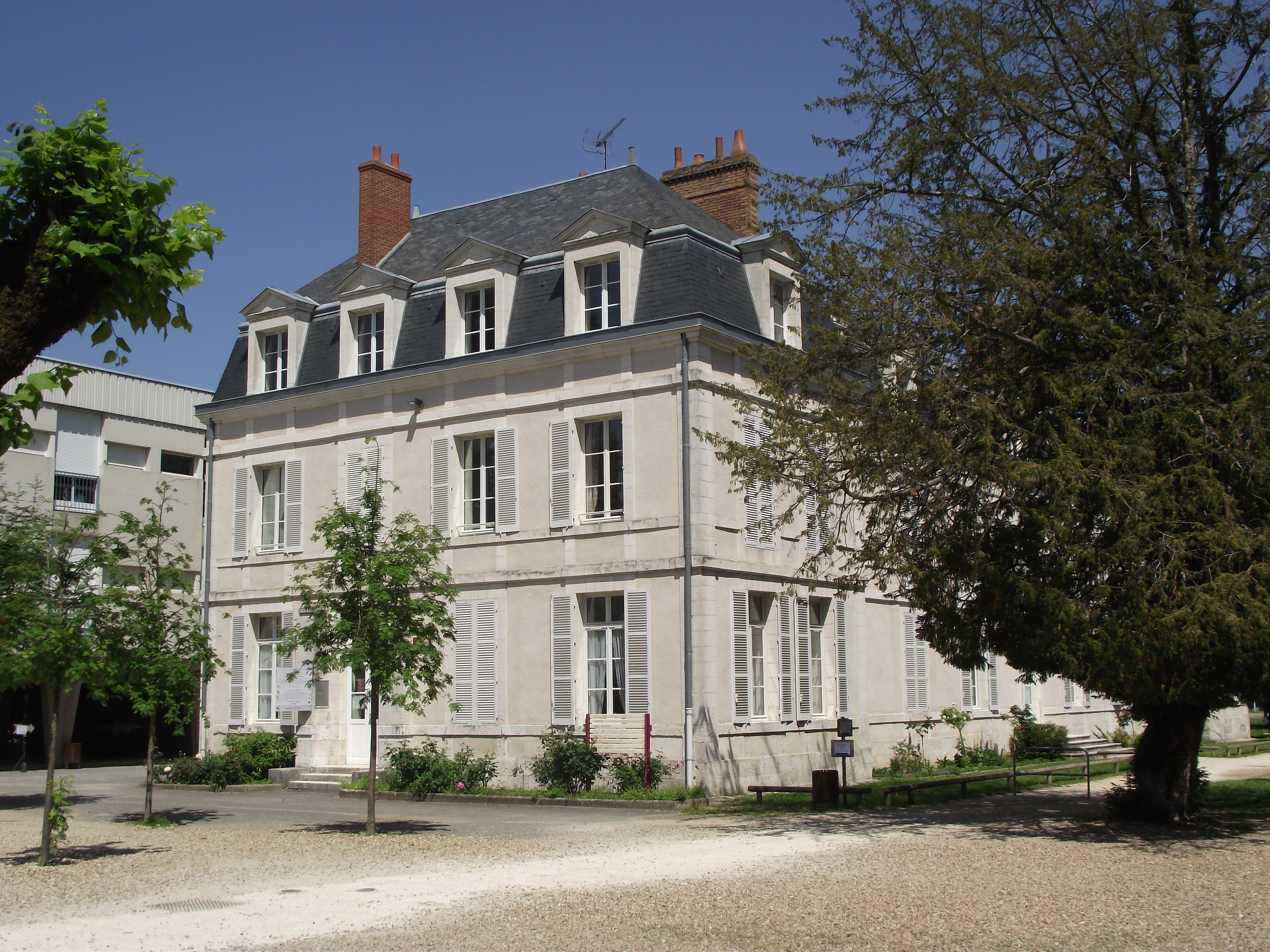
Villa Lunier.
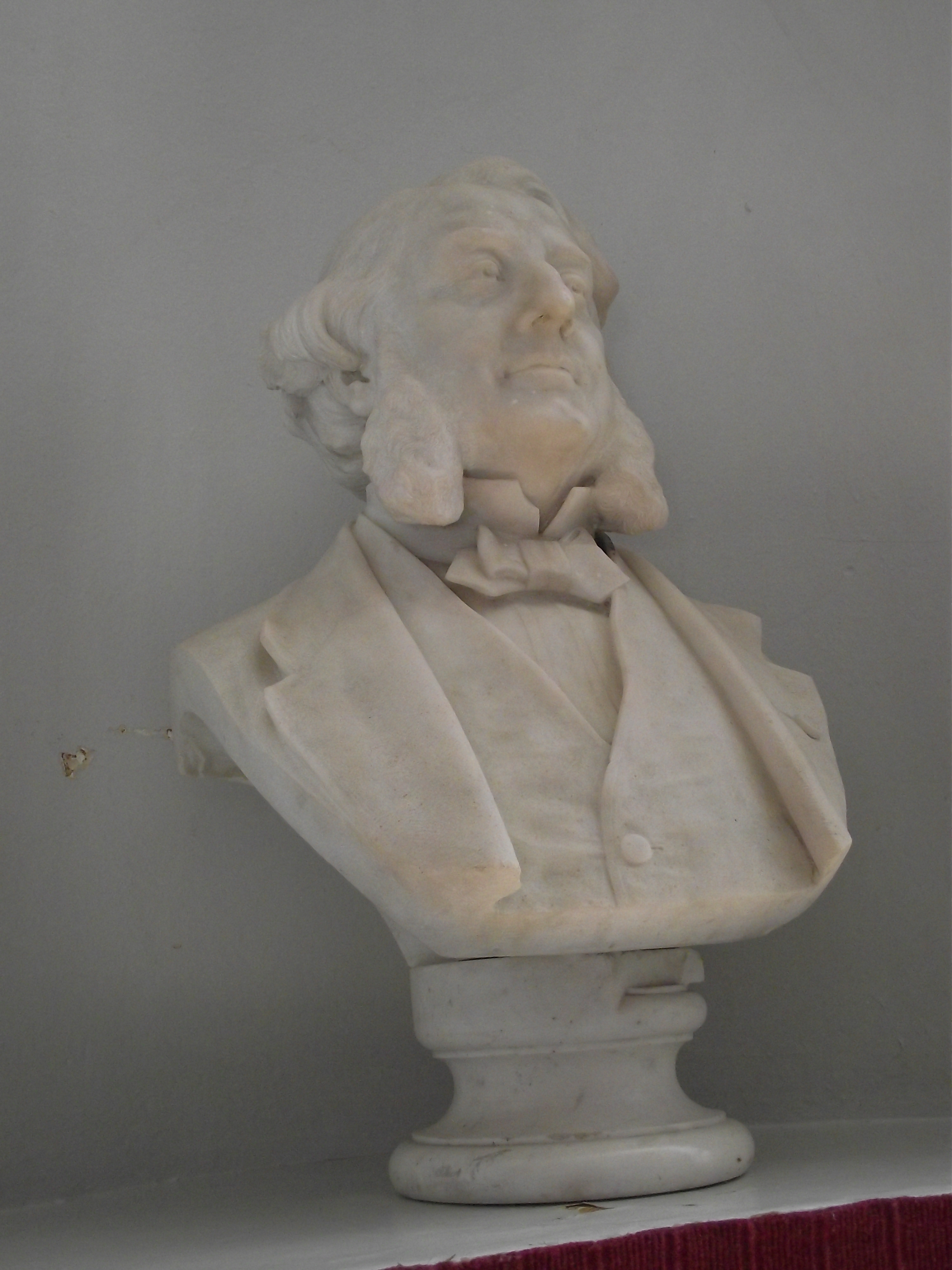
Buste du Dr Lunier, escalier du bâtiment Hugo.
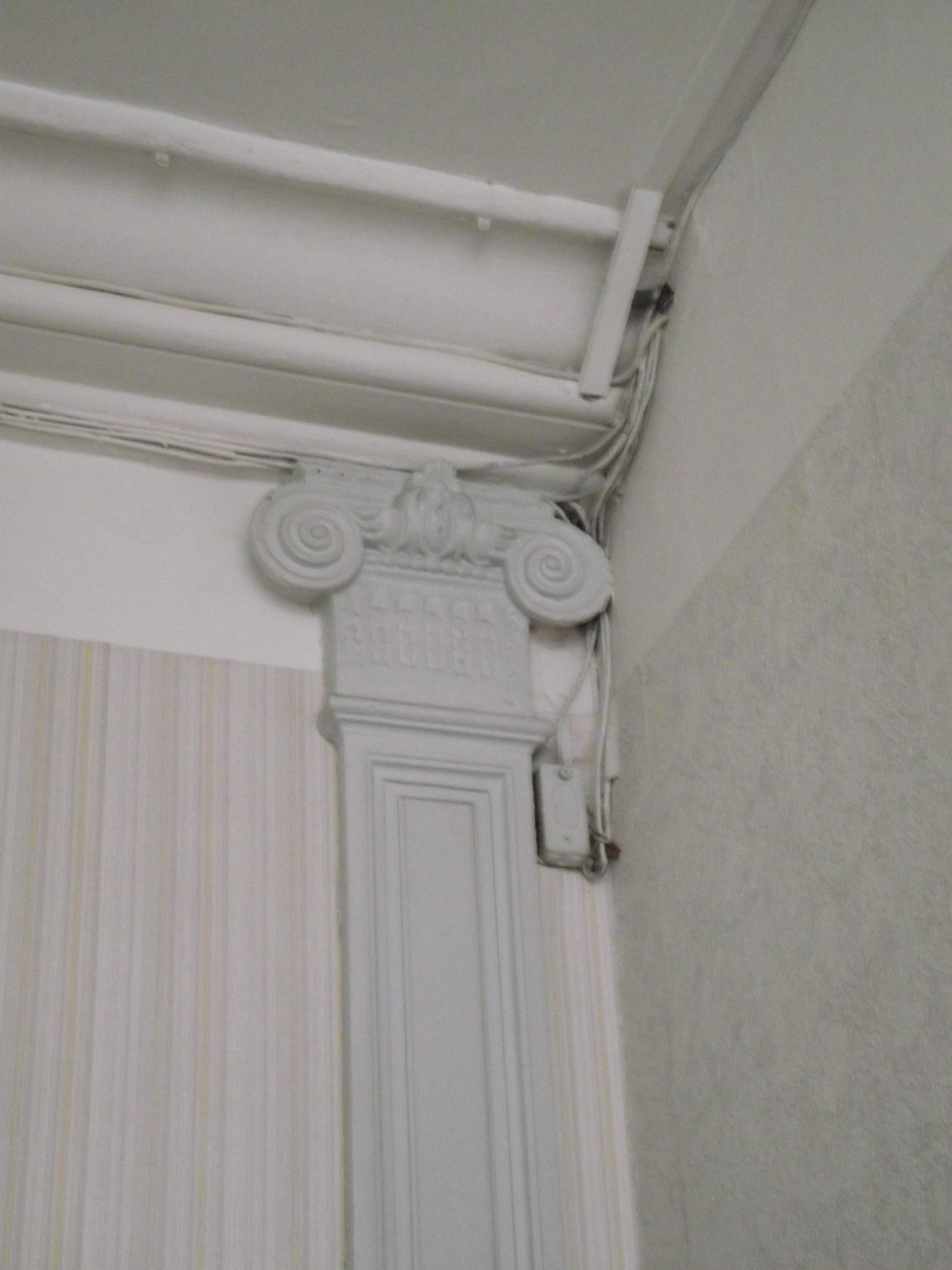
Pilastre ionique, rez-de-chaussée du bâtiment Hugo.
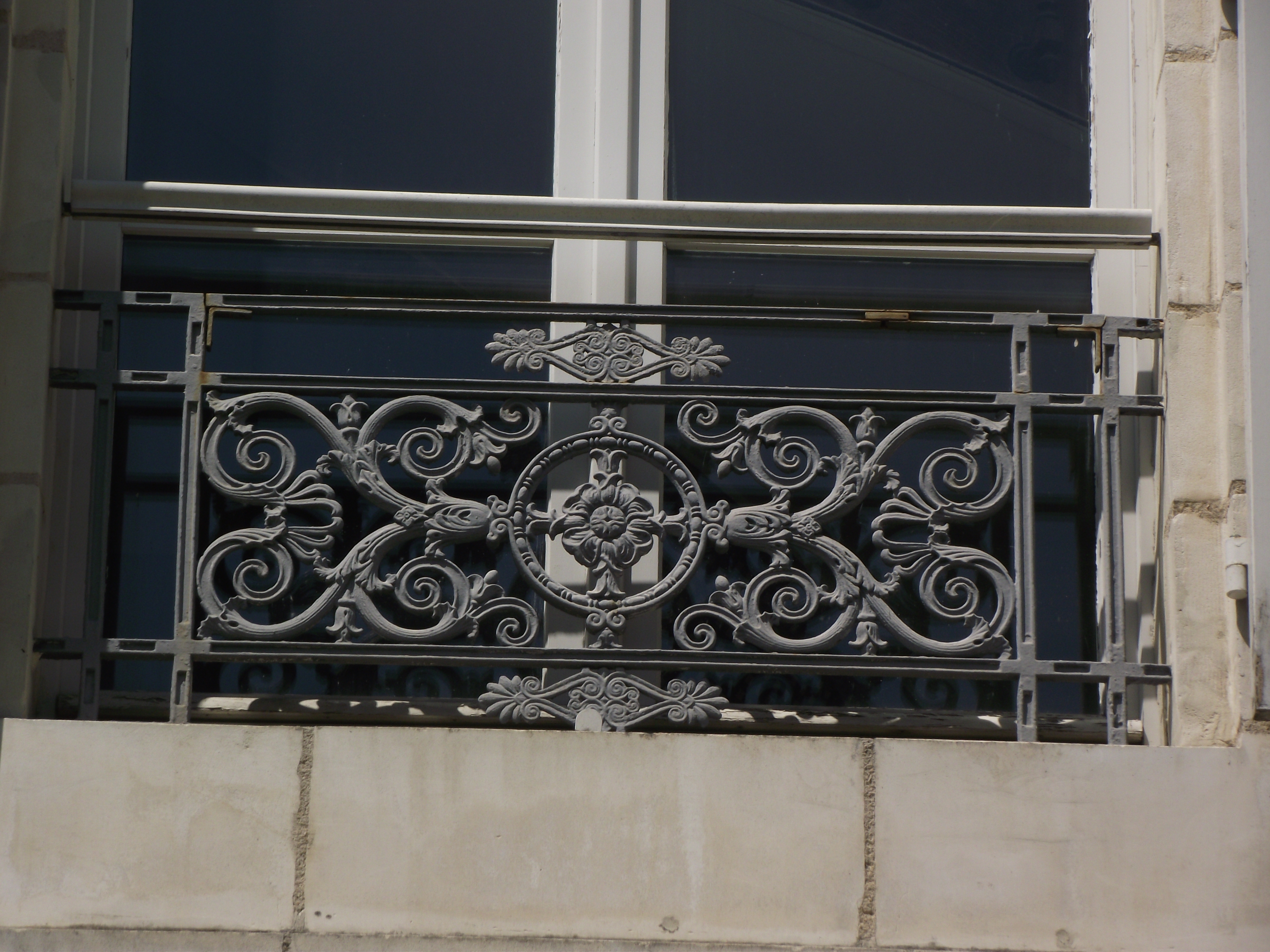
Rambarde en serrurerie de métal, bâtiment Hugo.
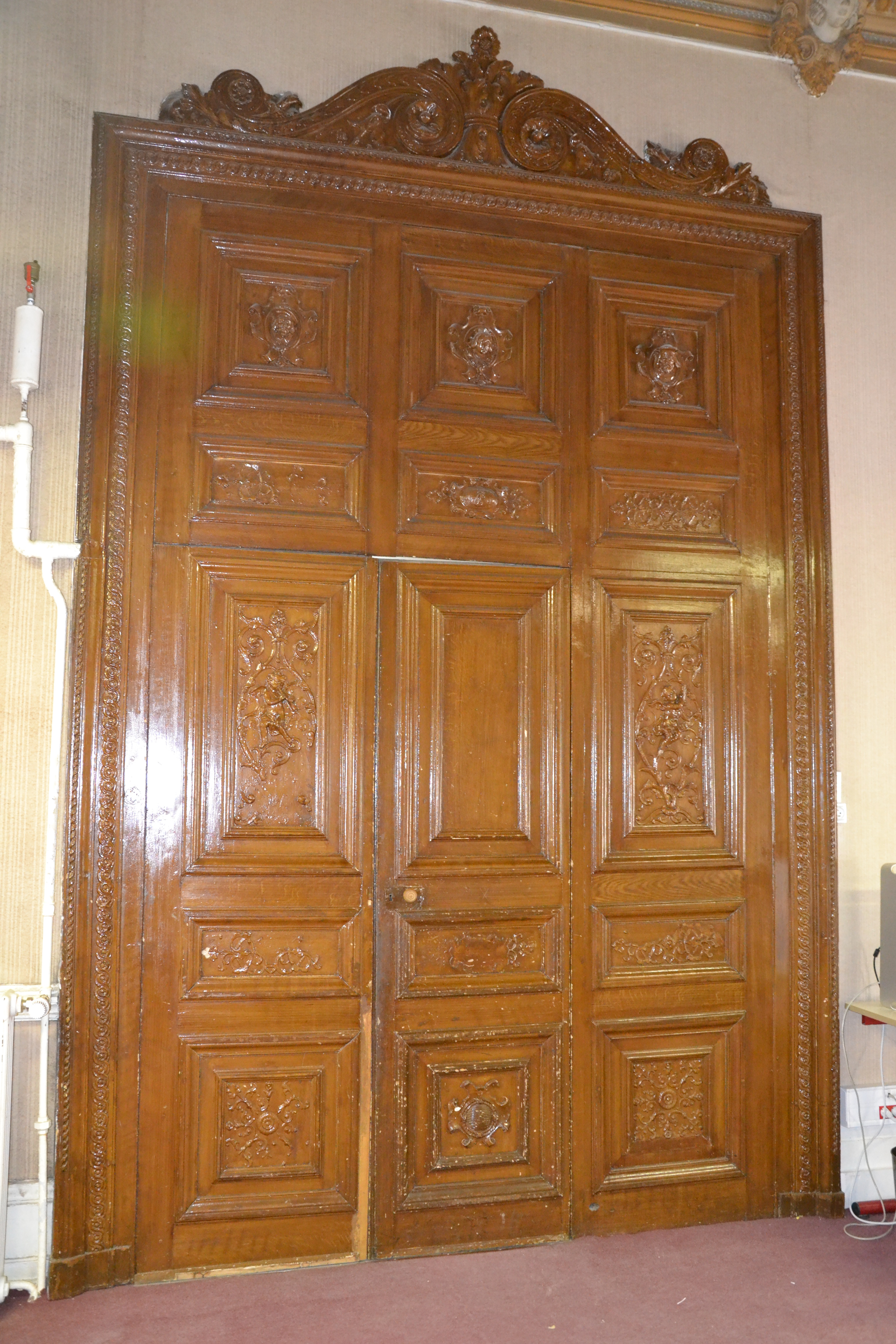
Porte monumentale de la salle Chambert-Péan (ancienne « Belle galerie »).

### Ouvrages anciens
- Louis-Catherine Bergevin et Alexandre Dupré, « Saint-Lazare », Histoire de Blois, E. Dézairs, vol. 6,‎ 1846, p. 541-543 (lire en ligne).
- J. de Croy, « Notice sur le cartulaire de la léproserie Saint-Lazare de Blois » dans Revue de Loir-et-Cher, 1899.
- Gabriel Doutrebente, « Documents pour servir à l'histoire du prieuré Saint-Lazare, actuellement villa Lunier », Mémoire de la Société des Sciences et Lettres de Loir-et-Cher, vol. XIV,‎ 1900, p. 71-90 (lire en ligne).
- Alexandre Dupré, « Renseignements sur les maladreries et Maison-Dieu du Blésois » dans la Revue de Loir-et-Cher, 1897.
- Louis de La Saussaye, « Hôtel Saint-Lazare », Blois et ses environs : Guide historique et artistique dans le Blésois et le nord de la Touraine, Aubry,‎ 1867, p. 104-106 (lire en ligne).
- Frédéric Lesueur, « Saint-Lazare » dans Congrès archéologique, 1925, p. 148-149.
- Frédéric Lesueur, « La maladrerie Saint-Lazare » dans Les églises de Loir-et-Cher, Picard, Paris, 1970, p. 78.
- Ch. Metais, « La maladrerie Saint-Lazare » dans Le Loir-et-Cher historique, 1892, p. 121-122.

### Ouvrages modernes
- Annie Cosperec, « L'Actuel Lycée Augustin-Thierry : le prieuré et la villa Saint-Lazare, l'hospice Lunier », Mélanges offerts à Claude Leymarios, C.D.P.A. 41,‎ 1997, p. 71-77 (OCLC 468209712).
- Virginie Dansault, « La léproserie Saint Lazare au lycée Augustin Thierry », Association pour la protection du Vieux Blois et de ses environs,‎ 2008-2009.
- Jean-Yves Denis et alii, Le Collège : Le Lycée Augustin-Thierry : Grande et petite histoire, Blois, Association des Anciens Élèves du Collège et du Lycée Augustin-Thierry, octobre 1986, 110 p. (ASIN B007JKQO86)
- Yves Denis, Histoire de Blois et de sa région, Privat, 1988 (ASIN B007X19URS).
- Pierre Duchemin, « Une famille d'aliénistes tourangeaux au XIXe siècle : les docteurs Baillarger, Lunier et Doutrebente », Bulletin de la Société Archéologique de Touraine, vol. XLV,‎ 1997, p. 229-238 (lire en ligne).
- Bruno Guignard, « Aliénés », Blois de A à Z, Éditions Alan Sutton,‎ 2007, p. 7-12 (ISBN 2849106216).
- Pascal Nourrisson, Blois : Le dictionnaire des noms de rues, Chambray-lès-Tours, C.L.D. éditions, 2005, 239 p. (ISBN 2-85443-433-1).

## Documentaire
- Victor Auger, Thérésa Bahonda, Audrey Jeverdan, Louise Prévot, Émilie Ruiz, Leslie Thiercelin, Claire Vieville, Clément Vriet et Brigitte Génard-Kalvarisky, Rencontres silencieuses, Centre Images, 2010-2011[23].